# Росс, Уильям (гребец)
Уильям Макферсон (Билл) Росс (англ. William MacPherson "Bill" Ross; 29 июля 1900 или 27 июля 1900, Актон — неизвестно, неизвестно) — канадский гребец, выступавший за сборную Канады по академической гребле в конце 1920-х годов. Бронзовый призёр летних Олимпийских игр в Амстердаме, участник Игр Британской империи в Гамильтоне, победитель многих региональных соревнований в составе торонтского гребного клуба «Аргонавт». Также известен как тренер и спортивный функционер.

## Биография
Уильям Росс родился 29 июля 1900 года в поселении Актон провинции Онтарио, Канада.
Занимался академической греблей в клубе «Аргонавт» в Торонто, в составе которого в 1926—1932 годах неоднократно становился победителем и призёром различных соревнований регионального значения. Первые два года выступал в распашной рулевой четвёрке, затем пересел в восьмёрку.
Наивысшего успеха как спортсмен добился в сезоне 1928 года, когда вошёл в основной состав канадской национальной сборной и благодаря череде удачных выступлений удостоился права защищать честь страны на летних Олимпийских играх в Амстердаме. В программе распашных рулевых восьмёрок вместе с гребцами Фредериком Хеджесом, Фрэнком Фиддесом, Джоном Хэндом, Хербертом Ричардсоном, Джеком Мёрдоком, Атолом Мичем, Эдгаром Норрисом и рулевым Джоном Доннелли благополучно преодолел своих соперников, Данию и Польшу, в предварительных первом и третьем раундах соответственно, тогда как второй раунд их команда прошла без соперника. На стадии полуфиналов канадцы встретились с экипажем из Соединённых Штатов, составленным из студентов Калифорнийского университета в Беркли, и в напряжённой борьбе уступили ему всего 1,8 секунды. Впоследствии американцы и стали победителями этого олимпийского турнира, выиграв в финале у сборной Великобритании, взяли верх над представителями Темзенского гребного клуба, победителями последней Королевской регаты Хенли. Уильям Росс, таким образом, вместе со своей командой стал обладателем бронзовой олимпийской медали.
После амстердамской Олимпиады Росс ещё в течение некоторого времени оставался в составе гребной команды Канады и продолжал принимать участие в крупнейших международных регатах. Так, в 1930 году он выступил на домашних Играх Британской империи в Гамильтоне, однако попасть здесь в число призёров не смог.
Завершив спортивную карьеру в 1932 году, впоследствии проявил себя на тренерском поприще в клубе «Аргонавт», являлся спортивным функционером, в частности в 1944—1945 годах занимал должность президента Канадской ассоциации гребцов-любителей. Позже возглавлял гребную команду «Аргонавтов» (1951—1953), был тренером местной команды по канадскому футболу (1951—1953).
За выдающиеся спортивные достижения в 1982 году введён в Зал славы спорта Миссиссоги.